# Milton Quon
Milton Quon (22 août 1913 - 18 juin 2019) est un animateur, artiste et acteur américain. 

## Jeunesse
Milton Quon est né à Los Angeles, Californie en 1913, fils de Ng Quan Ying et de Wong Shee Quon, des immigrants chinois, aîné d'une fratrie comptant sept sœurs. Après avoir obtenu son diplôme de la Polytechnic High School en 1932, il a s'inscrit à la Frank Wiggins Trade School (désormais le Los Angeles Trade Technical College ) puis au Los Angeles Junior College (maintenant le Los Angeles City College ), où il a obtenu un diplôme d'Associate of Arts. En 1936, il obtint une bourse d'études au Chouinard Art Institute (renommé California Institute of the Arts ), dont il sort diplômé en 1939. 

## Carrière
Pour son premier travail, Quon commence par les studios Disney en 1939. Parmi ses contributions non créditées figurent Fantasia (1940) et Dumbo (1941). Durant de la Seconde Guerre mondiale, il travaille comme illustrateur pour la compagnie Douglas Aircraft. 
Après la Seconde Guerre mondiale, il retourne chez Disney en 1946, comme responsable du service publicité pendant trois ans. Il y travaille sur les œuvres promotionnelles pour La Boîte à musique (1946) et Mélodie du Sud (1946).   
De 1951 à 1963, il est le premier directeur artistique américano-chinois d'une agence de publicité nationale, BBDO. En 1964, il rejoint la société Sealright, une entreprise d'emballage de yaourts, comme artiste principal en design, où il restera jusqu'à sa retraite en 1980. Dans les années 1990 et au début des années 2000, Quon est apparu comme acteur dans plusieurs films tels que Speed (1994) et Sweet Jane (1998).
Il décède le 18 juin 2019 de causes naturelles à 105 ans dans sa maison à Torrance, Californie mais l'information ne parvient à la presse que le 2 juillet 2019,,.

## Filmographie
Comme animateur
- 1940 Fantasia, séquences Danse arabe et Valse des fleurs de Casse-noisette - Artiste effets visuels (non crédité)[8].
- 1941 Dumbo - Artiste effets visuels, premier assistant animateur (non crédité)[9]

Comme acteur
- 1989 : Chill Factor
- 1994 : Speed - Passager supplémentaire n ° 2[10].
- 1998 : Sweet Jane - greffier coréen[11].
- 2000 : The Cat Killers - Boss de la mafia chinoise[12].
- New York Police Blues

## Vie privée
En 1944, Quon a épousé Peggy Wong. Ils ont quatre enfants, Michael, Jeffrey, Timothy et Sherrill,. 
Quon a eu 100 ans en août 2013  . Le 18 juin 2019, Quon est décédé chez lui à Torrance, en Californie. Il avait 105 ans.  

## Voir également
- Tyrus Wong